# EirGrid
EirGrid ist der irische Übertragungsnetzbetreiber für Strom. Das 2001 gegründete Unternehmen befindet sich vollständig in Staatsbesitz und hat seine Konzernzentrale in Dublin. Die Firma ist ein Kofferwort aus „Éire“, dem gälischen Wort für Irland, und „Grid“, englisch für Stromnetz.

## Geschichte und Beteiligungen
EirGrid entstand 2001 durch Ausgründung aus dem ebenfalls staatlichen Stromkonzern Electricity Supply Board (ESB). Wie das ESB gehört EirGrid vollständig dem irischen Staat und wird durch das zuständige irische Ministerium geführt, das Department of Communications, Energy and Natural Resources.
EirGrid hat folgende Tochterunternehmen und Beteiligungen:
- System Operator Northern Ireland (SONI Ltd), der TSO von Nordirland
- Single Electricity Market Operator (SEMO), Betreiber des Strommarktes von Irland
- East West Interconnector, die erste Hochspannungs-Gleichstrom-Übertragungsleitung zwischen Irland und Wales

## Aktivitäten
EirGrid betreibt das Übertragungsnetz für elektrische Energie in Irland. Dazu gehören 6.500 km Freileitungen, darunter Höchstspannungs- (400 kV und 220 kV) und Hochspannungsleitungen (110 kV) sowie 100 Transformator-Stationen ins Verteilnetz. Das Übertragungsnetz befindet sich im Eigentum von ESB National Grid (ESBNG), die das Netz auch technisch betreibt. EirGrid verantwortet nur den wirtschaftlichen Betrieb und die Netzneutralität.
EirGrid ist das einzige irische Unternehmen im Verband Europäischer Übertragungsnetzbetreiber (ENTSO-E).